# Guanyem Badalona en Comú
|  | No s'ha de confondre amb Badalona en Comú Podem. |

Guanyem Badalona en Comú (GBeC), inicialment anomenada Guanyem Badalona, és una plataforma ciutadana nascuda de la confluència de diverses forces polítiques i socials que es presenta a les eleccions municipals de Badalona des del 2015.

## Formació
El 28 de febrer del 2015, dues plataformes ciutadanes diferents —Per Guanyar Badalona i Guanyem Badalona— van acordar per unanimitat, en una assemblea conjunta celebrada al CEIP Antoni Botey de Badalona, presentar-se a les eleccions municipals d'aquell any; així naixia aquesta nova formació política municipal.
L'objectiu era crear una nova eina municipalista amb protagonisme ciutadà, sense professionals de la política, capaç de lluitar pel procés independentista català i trencar la dinàmica política de la ciutat després dels fets ocorreguts a Badalona els darrers anys; és a dir, després de la victòria del Partit Popular a les eleccions municipals del 2011, de la investidura de Xavier García Albiol com a alcalde, i de l'intent fallit de desbancar-lo el 2013 amb una moció de censura que no va prosperar a causa de les desavinences existents entre els partits de l'oposició: PSC, CiU i ICV-EUiA.
La confluència d'ambdues plataformes va rebre el nom de Guanyem Badalona, a imatge de la plataforma ciutadana impulsada per Ada Colau el 2014 de cara a les eleccions municipals de Barcelona, que originalment es deia Guanyem Barcelona, però que va haver de canviar el nom a Barcelona en Comú per problemes legals. Després d'aquest contratemps i del seu agermanament amb el projecte de Colau, la plataforma badalonina va canviar definitivament el seu nom a la seva versió actual: Guanyem Badalona en Comú.
El març del 2015, després d'un procés de primàries, l'activista Dolors Sabater va ser escollida cap de llista de la candidatura.
De cara a les eleccions municipals del 2015, la plataforma va rebre el suport explícit de la CUP, Podem i Procés Constituent.

### Origen de les plataformes fundadores
La plataforma Guanyem Badalona va néixer arran de la convocatòria del manifest Crida per Badalona; un manifest impulsat per persones de l'esquerra independentista (CUP, Arran, CASiP) juntament amb Revolta global (anticapitalistes), Esquerra Unida i Alternativa, diversos membres del Moviment 15-M a la ciutat i altres personalitats polítiques, socials i culturals badalonines a títol personal. La majoria dels seus impulsors s'havien anat trobant en diversos espais de debat i acció política i social de Badalona com l'Àgora Ciutadana, els comitès unitaris de les vagues generals celebrades a la ciutat el 2012 (vaga general del 29-M i vaga general del 14-N) o la Comissió de Festes de Badalona, creada el 2012 com a resposta a les retallades pressupostàries impulsades pel govern de Xavier García Albiol, en el context de la crisi financera del 2008 i la seva posterior recessió, en l'àmbit de les activitats de cultura tradicional i popular celebrades a la ciutat.
Per la seva banda, Per Guanyar Badalona va originar-se en una assemblea oberta, convocada per ICV-EUiA sota el nom d’Ara és Demà, que va generar una proposta de treball a la qual es van anant adherint diversos sectors i moviments socials de la ciutat: des de sindicats i moviments veïnals fins a associacions en contra de les retallades en Sanitat o l'Educació Pública, com Badalona es Mou, o plataformes d'afectats per les preferents, un cas amb molta repercussió a la zona del Maresme i el Barcelonès Nord. Després de diversos debats, aquesta proposta va desembocar en la creació d'una plataforma ciutadana sense la presència directa d'ICV en la seva composició, malgrat una certa implicació d'alguns dels seus membres locals a títol personal.

## Eleccions municipals de 2015
Les eleccions municipals del 2015 a Badalona van ser les primeres a les quals va concórrer aquest partit. La nova formació es va presentar a les eleccions com una «candidatura transversal», «alternativa i rupturista», així com de caràcter sobiranista. Durant la campanya electoral la plataforma va rebre el suport explícit de la CUP, Podem, i Procés Constituent. Va obtenir cinc regidors, situant-se com a segona força política del consistori, per darrere del Partit Popular, que en va obtenir deu.
La seva candidata, Dolors Sabater, va formar govern amb ERC i ICV-EUiA, després d'aconseguir ser investida alcaldessa, en un ple força tens celebrat el 13 de juny del 2015, amb els vots a favor de totes les forces d'esquerra del consistori (PSC, ERC, ICV-EUiA) i del candidat de CDC Ferran Falcó. Malgrat donar suport a la seva investidura, el PSC va preferir no entrar al govern de la ciutat i mantenir-se a l'oposició juntament amb el PP i Ciutadans.
Davant les crítiques pel vessant independentista de Sabater, aquesta va afirmar que governaria per a tots els ciutadans i que «Badalona no té un govern independentista ni s'ha plantejat», perquè representa una formació on hi són presents persones de tota mena de pensaments, tant independentistes com federalistes.
El 2018, després de tres anys al govern, Guanyem va perdre l'alcaldia a causa d'una moció de censura presentada pel socialista Àlex Pastor López, al·legant pèrdua de confiança en l'alcaldessa per la seva significació independentista durant l'octubre del 2017, especialment durant la votació de l'1-O i la posterior Declaració d'Independència de Catalunya, i la incapacitat del govern municipal per aprovar el pressupost del 2018. La moció de censura va prosperar al ple del 20 de juny de 2018 amb el suport del Partit Popular i Ciutadans, motiu pel qual Pastor va ser investit com a nou alcalde.

## Eleccions municipals de 2019
Un dia abans de la moció de censura presentada pels socialistes, GBeC va reafirmar Dolors Sabater com a candidata a l'alcaldia de Badalona per a les eleccions municipals de 2019. La intenció del partit era formar una àmplia coalició d'esquerres municipal per recuperar l'alcaldia i fer front comú a la candidatura del Partit Popular. Les negociacions amb la resta de partits que havien format el govern de Sabater el 2015 van començar a principis del 2019. Finalment, les negociacions només van fructificar en part i es va pactar un acord entre GBeC i la coalició d'ERC-Avancem-MES per presentar una candidatura unitària anomenada La Badalona Valenta: Dolors Sabater encapçalaria la llista electoral i Oriol Lladó, fins llavors candidat d'ERC a l'alcaldia, n'ocuparia la segona posició.
Tot i que la direcció local de Podem era partidària d'unir-se a la coalició, ja que havia donat suport a GBeC el 2015, la seva directiva nacional va preferir ajuntar-se amb Catalunya en Comú, dins la qual hi estava integrada ICV-EUiA des del 2016, i que concorria separada de Guanyem, els seus antics aliats, perquè era reticent a pactar amb els republicans per les diferències d'ambdós partits envers el procés independentista català. D'aquesta manera, la coalició de Guanyem i ERC va haver d'enfrontar-se a la coalició de Badalona en Comú Podem (BeCP) formada per Podem i el Comuns.
A les eleccions municipals celebrades el 26 de maig de 2019, la coalició de La Badalona Valenta va obtenir set regidors, mantenint-se com a segona força del consistori, per darrere del Partit Popular, que va millorar resultats i en va obtenir onze. Després de tenses negociacions, amb una situació política semblant a la dels comicis del 2015, Dolors Sabater va retirar la seva candidatura al ple d'investidura del 15 de juny, per tal d'evitar que Albiol fos proclamat alcalde de forma automàtica per haver estat la llista més votada, i va facilitar amb el seu vot la reelecció del fins llavors alcalde Àlex Pastor.
En el primer ple del nou Ajuntament, la coalició de La Badalona Valenta es va dissoldre, en part perquè no havien aconseguit assolir els seus objectius, de fet, la coalició va obtenir un regidor menys que a les eleccions municipals del 2015, quan les forces que la conformaven van concórrer-hi per separat, i els seus regidors van formar dos grups diferents dins del consistori: quatre regidors per a GBeC i tres per a ERC-Avancem-MES. Segons algunes fonts, la decisió de dissoldre la coalició va ser presa de forma unilateral per l'assemblea local d'ERC sense el coneixement de Guanyem.

## Guanyem Catalunya
A finals del 2020 va transcendir la voluntat de Dolors Sabater i altres líders de Guanyem Badalona en Comú (GBeC) de replicar el seu model electoral a escala nacional de cara a les Eleccions al Parlament de Catalunya de 2021 i futures convocatòries. La intenció de la nova plataforma electoral seria traslladar la seva experiència municipalista a escala nacional, tot oferint un espai de trobada entre independentistes i federalistes que tinguin en comú la defensa del dret a l'autodeterminació. A imatge de la pluralitat política que va configurar GBeC, Guanyem Catalunya pretén agrupar en una mateixa candidatura una àmplia representació de partits sobiranistes i d'esquerres com ara la CUP, Anticapitalistes i Comunistes de Catalunya, però també Procés Constituent.
De fet, tant la CUP com ERC, van sondejar la possibilitat d'incloure Dolors Sabater a les seves llistes de cara a les eleccions del 14 de febrer de 2021, així consta en algunes converses intervingudes a l'Operació Volhov, però la mateixa Sabater va descartar concórrer a les llistes d'un partit ja existent, ja que la seva voluntat no és competir amb les forces polítiques que li han donat suport sinó conformar un "espai que sigui ampli i plural". Finalment, la CUP i Guanyem Catalunya van arribar a un acord per concórrer de forma unitària a les eleccions i Dolors Sabater es convertí en la seva cap de llista.
Posteriorment, Sabater va declarar que en cas de ser escollida diputada deixaria de ser regidora de l'ajuntament de Badalona, cosa que va fer abans del ple de constitució del Parlament de la XIII legislatura catalana, on la candidatura conjunta de la CUP-Guanyem Catalunya va obtenir 9 representants.